# Nhân Hà
	Nhân Hà		là một xã thuộc tỉnh Ninh Bình, Việt Nam. Trụ sở xã nằm cách phường Hoa Lư - trung tâm tỉnh lỵ Ninh Bình 45 km về phía Bắc.		
Theo Nghị quyết số 1674/NQ-UBTVQH15 ngày 16/6/2025 về sắp xếp các đơn vị hành chính cấp xã của tỉnh Ninh Bình năm 2025, 	sắp xếp các xã Nhân Thịnh, Nhân Mỹ và Xuân Khê thành xã mới có tên gọi là xã Nhân Hà.	
Xã Nhân Hà	có diện tích:	23,98	km², 	dân số:	24.535	người, mật độ dân số: 	1023	người/km². 	Đây là đơn vị có diện tích xếp thứ:	79	, số dân xếp thứ: 	100	và mật độ dân số xếp thứ: 	86	trong số 129 xã, phường ở Ninh Bình.  
Xã này nằm trên Quốc lộ 38B, và cũng là nơi có sông Hồng chảy qua.
1. ↑  Nghị quyết của Quốc hội về sắp xếp các đơn vị hành chính cấp xã của tỉnh Ninh Bình năm 2025